# Bomberman GB
Bomberman GB (ボンバーマンGB Bonbāman Gēmu Bōi?) är det första "Bomberman GB" -spelet. Den släpptes den 10 augusti 1994 i Japan och i andra länder under samma år omgjort under namnet  Wario Blast: Featuring Bomberman! .

## Handling
White Bomberman åker på sin motorcykel, när han plötsligt överrumplad av Black Bomberman och hans gäng, som stjäl alla hans krafter. Nu måste White Bomberman jaga dem för att få tillbaka dem!